# Crowder (Oklahoma)
Crowder es un pueblo ubicado en el condado de Pittsburg en el estado estadounidense de Oklahoma. En el año 2010 tenía una población de 430 habitantes y una densidad poblacional de 165,38 personas por km².

## Geografía
Crowder se encuentra ubicado en las coordenadas 35°7′19″N 95°40′17″O / 35.12194, -95.67139 (35.121927, -95.671460).

## Demografía
Según la Oficina del Censo en 2000 los ingresos medios por hogar en la localidad eran de $27,500 y los ingresos medios por familia eran $31,364. Los hombres tenían unos ingresos medios de $25,833 frente a los $17,115 para las mujeres. La renta per cápita para la localidad era de $11,394. Alrededor del 15.8% de la población estaban por debajo del umbral de pobreza.